# Stridsvagnsmina m/41-47
Stridsvagnsmina m/41-47 är en tryckutlösande mina av äldre modell med hölje av plåt och relativt liten verkansladdning som används av svenska försvarsmakten. Bästa verkan mot stridsvagnsband erhålls om minan vid detonation ligger helt täckt av bandet. Minan består av minkropp, mintändare m/47 och ett trycklock med hållare. Trycklocket kan bytas ut mot brytutlösare m/49 med brytkryss. Stridsvagnsmintändare 4 med adapter kan användas tillsammans med stridsvagnsmina m/41-47. Stridsvagnsmina m/41-47 används även vid minering av hamn, då förses den med en särskilt konstruerad tidtändare.
Säkringsanordningar saknas helt.
Om mintändare m/47 belastas med 2000 N (200 kg) brister skjuvstiftet och om tryckkolven pressas ned ytterligare några millimeter utlöses sprängkapseln och minan detonerar. Alternativt behövs 4000 N (400 kg) belastning om trycklocket blir påverkat 5 centimeter ifrån trycklockets centrum.
Om trycklocket är utbytt mot brytutlösare m/49 behövs en kantbelastning på cirka 1000 N (100 kg) eller central belastning på 2000 N (200 kg). Minan med något av dessa apteringar är återtagningsbar om det inte finns röjningsskydd på den.

## Minlådan/häck
Innehåll (låda):
- 5 stycken minor.
- Armeringsmateriell.

Vikt: 58 kg